# 2006 HA123
2006 HA123, também escrito como 2006 HA123, é um objeto transnetuniano que está localizado no Cinturão de Kuiper, uma região do Sistema Solar. Este corpo celeste é classificado como um cubewano. Ele possui uma magnitude absoluta de 7,2 e tem um diâmetro estimado com 160 km.

## Descoberta
2006 HA123 foi descoberto no dia 27 de abril de 2006 pelo astrônomo Marc W. Buie.

## Órbita
A órbita de 2006 HA123 tem uma excentricidade de 0,030 e possui um semieixo maior de 44,133 UA. O seu periélio leva o mesmo a uma distância de 40,760 UA em relação ao Sol e seu afélio a 44,999 UA.